# Interlopers at the Knap
Interlopers at the Knap is een kort verhaal van de Engelse schrijver Thomas Hardy. Het verscheen voor het eerst in mei 1884 in het maandblad The English Illustrated Magazine. In 1888 werd het opgenomen in de bundel Wessex Tales, die in die editie vijf verhalen bevatte. In de uitgave van 1912 telde deze bundel zeven verhalen.
Het verhaal speelt zich af in de bosrijke omgeving die Hardy aanduidt als 'Hintock'. In Hardy's Wessex komen diverse vermeldingen met die naam voor. 'Little Hintock' is daarin een aanduiding voor het dorp Melbury Osmond, waar de moeder van de schrijver was geboren en waar ook de roman The Woodlanders is gesitueerd, ongeveer 20 mijl ten noorden van Casterbridge (Dorchester). De vertelling is, zoals vaak het geval bij Hardy, onderhevig aan plotselinge plotwendingen die worden veroorzaakt door toevallige omstandigheden of de grillen van het lot.
'The Knap' is de naam van het huis waar een deel van de actie zich afspeelt. Het is de woning van Mrs. Hall en haar huwbare dochter Sally. De term verwijst naar een lichte verhoging of een kleine heuvel in het landschap.

## Het verhaal
I. De welgestelde boer Charles Darton is met zijn buurman en goede vriend, de goedmoedige zuivelboer Japheth Johns, onderweg naar het huis van Sally om een van de komende dagen met haar te trouwen. Een geschenk in de vorm van een nieuwe jurk heeft hij vooruit gestuurd. Uit de conversatie tussen de mannen blijkt dat Darton een eerdere poging tot een huwelijk, met een vrouw van iets hogere standing dan hijzelf, heeft zien mislopen, waardoor hij zich nu richt op een vrouw van eenvoudiger komaf. Hij mag haar graag en beschouwt haar als een goede partij, waar Johns het van harte mee eens is. Vanwege de invallende duisternis en een opkomende mist raken zij echter de weg kwijt als ze bij een tweesprong de verkeerde afslag nemen.
II. In het huis genaamd The Knap wachten moeder en Sally Hall op de komst van de bruidegom en het toegezegde geschenk. Als zij buiten enig gerucht horen gaan zij ervan uit dat de gasten zijn gearriveerd. Er komt echter een haveloze en kennelijk doodzieke jongeman naar binnen gestrompeld in wie zij hun zoon en broer Philip herkennen, die jaren eerder met genoeg geld op zak is vertrokken om zijn geluk in Australië te zoeken. Verbijsterd vernemen zij dat hij bovendien zijn vrouw Helena bij zich heeft en twee jonge kinderen, die hij zo lang in de stal naast het huis heeft ondergebracht om de familie niet meteen te veel te overrompelen. Ook geeft hij toe dat hij onderweg naar huis in een herberg een pakketje voor Sally heeft opgepikt. Het bevatte een jurk, die hij aan zijn vrouw heeft gegeven. 
III. De zieke jongeman wordt naar bed geholpen en de twee vrouwen begeven zich naar de stal, waar zij tot hun verbazing niet alleen Helena en de kinderen aantreffen, maar ook Charles Darton, die merkwaardig genoeg hand in hand staat met Helena. Het wordt een vreemde avond met gevoelens van verwondering en twijfel bij zowel Sally als Helena en Darton. De situatie wordt enigszins gered door Mrs. Hall en Johns, die de conversatie gaande houden. Uiteindelijk gaat iedereen naar bed. Darton, die in een herberg zou overnachten, blijft vanwege de regen nog even hangen en dommelt in bij het vuur als Helena naar beneden komt om een kopje thee te zetten. Er ontwikkelt zich een gesprek tussen de twee, waaruit de lezer opmaakt dat Helena degene was aan wie Darton eerder, inmiddels vijf jaar geleden, een aanzoek had gedaan. Hij spreekt zijn verwondering uit dat degene die zich destijds boven hem achtte en hem afwees, nu in dergelijke omstandigheden is komen te verkeren. Zij geeft aan dat ze zich in het avontuur met Philip heeft begeven omdat die Charles Darton voor was geweest met zijn toenaderingen. Zij is inmiddels bovendien onterfd door haar rijke oom en zit financieel aan de grond. Darton biedt grootmoedig aan haar bij te staan en eventueel de zorg voor de kinderen op zich te nemen. Voor haarzelf kan hij de zorg niet dragen, zij is immers getrouwd met Philip. Dan staat Sally plotseling in de keuken en zegt dat hij voortaan ook voor Helena kan zorgen: haar broer blijkt zojuist onverwacht te zijn gestorven. De verwarring en ontsteltenis is groot, maar als Darton zich uiteindelijk terugtrekt naar de herberg spreekt Sally tegen haar moeder het vermoeden uit dat de bruiloft niet uitgesteld, maar waarschijnlijk afgesteld zal worden en dat Darton wel met Helena zal trouwen.
IV. Zo'n zeven maanden later ontvangt Darton van Helena bericht dat zij het op prijs zou stellen als hij de zorg voor haar zoon op zich zou willen nemen, ook omdat er nabij Casterbridge betere scholen voor hem zijn dan in Hintock. Hij neemt de jongen inderdaad in huis en de zaken gaan zoals Sally al had verwacht. Het zal komen tot een huwelijk tussen Darton en Helena. Als de goede vriend Johns verneemt van nieuwe huwelijksplannen is hij verheugd over de goede keus en volharding van Charles. Als hij echter verneemt dat het om Helena gaat is hij hevig teleurgesteld en verontwaardigd en er ontstaat onenigheid en verwijdering tussen de vrienden. Het huwelijk gaat echter door. Korte tijd is het gezin gelukkig en er komt een baby bij, maar Helena vergeet haar ellende in Australië en denkt vooral nog aan de goede tijd daarvoor. Het huwelijk verzandt en de verzwakte Helena overlijdt na korte tijd. Als de zaken weer tot rust zijn gekomen onderneemt Darton een nieuwe poging tot toenadering bij Sally.
V. Als hij al zijn moed bij elkaar heeft geschraapt, gaat hij opnieuw op bezoek bij Sally, exact vijf jaar na zijn vorige reis. Zij wijst hem echter resoluut af. Als hij afdruipt loopt hij zijn oude vriend Johns tegen het lijf die juist dat moment heeft gekozen om zijn geluk bij Sally te beproeven. Ook hem wijst zij echter af. Na een misverstand over een bericht dat Darton zou zijn geruïneerd, wijt hij haar weigering aan dat feit en onderneemt hij nog een ultieme poging. Opnieuw wijst zij hem echter af, verontwaardigd over het idee dat haar weigering zou zijn ontsproten aan de berichten over zijn failliet. Ten slotte vraagt zij op haar beurt aan Darton nog een gunst. Op zijn vraag wat dat is geeft zij als antwoord dat hij nooit meer op enigerlei wijze op een huwelijk zal aandringen, wat hij belooft. Zijn stiefkinderen groeien op en verlaten het huis. De contacten tussen de families komen tot een eind. Darton verneemt later dat Sally nooit is getrouwd.